# Курагински рејон
Курагински рејон (рус. Курагинский район) је општински рејон у југоисточном делу Краснојарске Покрајине, Руске Федерације.
Административни центар рејона је насеље Курагино (рус. Курагино). 
Има статус села од посебног значаја и налази се 486 км јужно од Краснојарска.
Суседне територије су:
- север: Балахтински, Мански, Партизански и Сајански рејон
- исток: Иркутска област
- југ: Република Тува и Каратушки рејон
- југозапад: Минусински рејон
- запад: Краснотурански и Идрински рејон

Укупна површина рејона је 24.073 км².
Укупан број становника је 46.652 (2014)